# Julie Smith
Julie Smith (Annapolis, 25 novembre 1944) è una scrittrice statunitense specializzata in narrativa gialla.

## Biografia
Nata nel 1944 ad Annapolis, Maryland, e cresciuta in Savannah, Georgia, vive e lavora a New Orleans.
Laureatasi all'Università del Mississippi nel 1965, ha lavorato come giornalista per 16 anni prima per il Times Picayune, poi per il San Francisco Chronicle, per il Santa Barbara News-Press ed infine presso l'ufficio del District attorney di San Francisco.
Dopo aver formato una casa editrice chiamata Invisible Ink nel 1979, ha esordito nella narrativa nel 1982 con il romanzo Death Turns A Trick, primo capitolo della serie Rebecca Schwartz.
Diventata scrittrice a tempo pieno (con licenza da investigatrice privata) ha pubblicato in seguito più di venti romanzi ottenendo nel 1991 un Edgar Award per Delitto a New Orleans.

## Opere principali

### Serie Skip Langdon
- Delitto a New Orleans (New Orleans Mourning, 1990), Milano, Sonzogno, 1992 traduzione di Massimiliana Brioschi ISBN 88-454-0503-6.
- The Axeman's Jazz (1991)
- Jazz Funeral (1993)
- New Orleans Beat (1994)
- House of Blues (1995)
- The Kindness of Strangers (1996)
- Crescent City Kill (1997)
- 82 Desire (1998)
- Mean Woman Blues (2003)

### Serie Rebecca Schwartz
- Death Turns A Trick (1982)
- The Sourdough Wars (1984)
- Tourist Trap (1986)
- Dead in the Water (1991)
- Other People's Skeletons (1993)

### Serie Talba Wallis
- Louisiana Hotshot (2001)
- Louisiana Bigshot (2002)
- Louisiana Lament (2004)
- P.I. On A Hot Tin Roof (2005)

### Serie Paul MacDonald
- True-Life Adventure (1985)
- Huckleberry Fiend (1987)

### Altri romanzi
- Cursebusters (2011)
- Bad Girl School (2013)

### Racconti
- Mean Rooms (2000)

### Saggi
- Splendor in the Mildew in A Place Called Home (1996)

### Antologie
- I'd Kill for That (2004)

## Riconoscimenti
- Premio Edgar per il miglior romanzo: 1991 per Delitto a New Orleans